# João Carlos Batista
| Deputado Estadual João Carlos Batista, discursa na tribuna da assembleia legislativa do Pará 1987                                |
| Deputado estadual do Pará |
| Período 15 de novembro de 1986 a 06 de dezembro de 1988                                                                          |
| Dados pessoais |
| Nascimento 19 de novembro de 1952 Votuporanga/São Paulo                                                                          |
| Morte 6 de dezembro de 1988 Belém                                                                                                |
| Partidos: MDB e PSB |
| Profissão: Advogado e Politico                                                                                                   |
| Filhos: Marcia Libonati Batista, João Leonardo, (1º casamento) Renata Batista, Dina Batista e João Carlos Batista (2º casamento) |

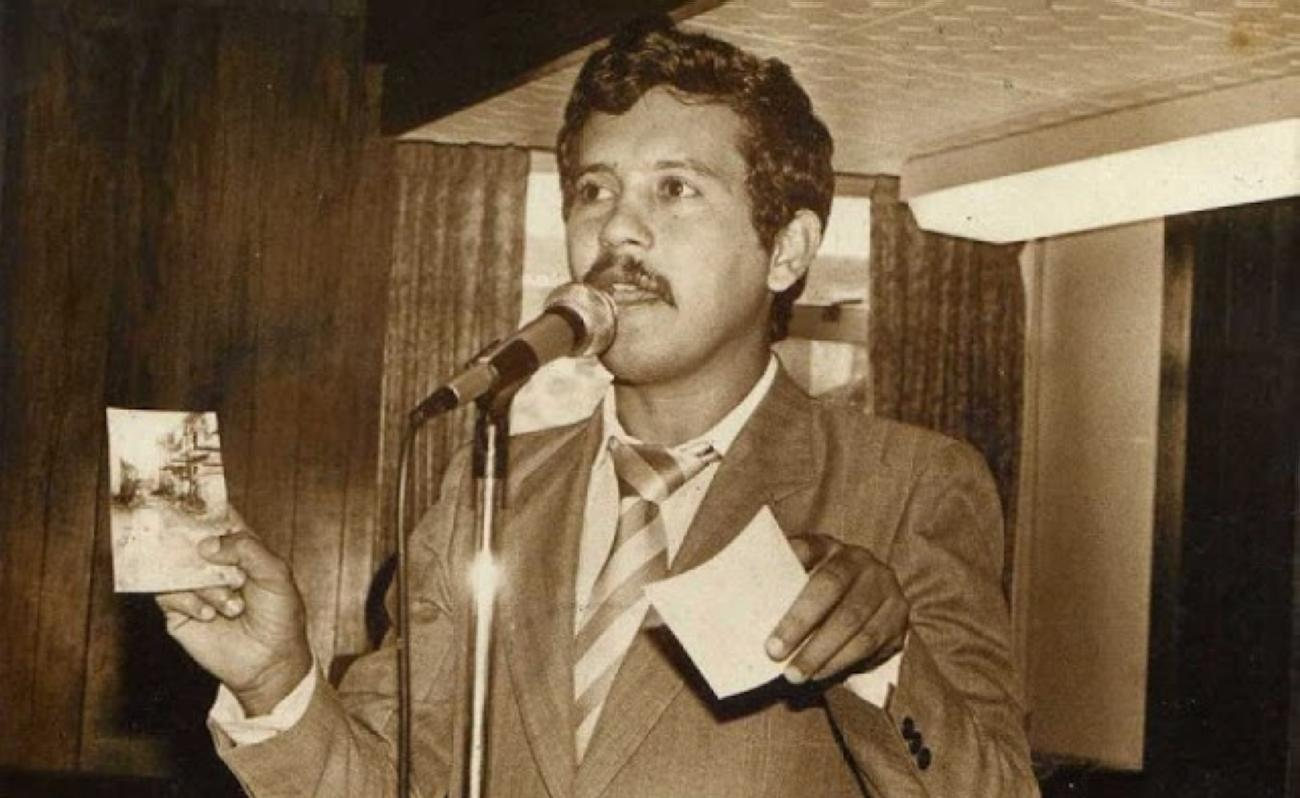
Deputado João Carlos Batista

João Carlos Batista (Votuporanga, São Paulo, 19 de novembro de 1952 — Belém, 6 de dezembro de 1988), filho do casal de agricultores, Nestor Antônio Batista, de Monte Aprazível, e Izaura Ramos Batista, de Urupês ambos do estado de São Paulo.
João Batista foi criado no campo do interior paulista, tornou-se Líder estudantil, advogado, militante político e deputado estadual no estado do Pará, conhecido por seu ativismo junto aos estudante, trabalhadores urbanos e principalmente os camponeses no Pará, com ampla atuação nas cidades que ficavam as margens da Rodovia Belém-Brasília entre essas cidades destacam-se Paragominas, Ipixuna do Pará, Ananindeua, São Domingos do Capim, entre outros. Já como deputado eleito fez parte da elaboração da Constituição Estadual do Estado do Pará.
João Carlos Batista foi o único deputado assassinado no Brasil após a Ditadura militar (1964 a 1985), em pleno exercício do mandato.

## Biografia
João Carlos Batista viveu a sua vida até os 20 anos de idade junto com seus pais e os dois irmãos no interior paulista no município de Votuporanga com os pais e os irmãos Vera Lúcia e Pedro Cesar Batista. Já no interior do Pará, no município de Paragominas,  durante sua vida ele passou a  juventude “convivendo, desde os seus 13 anos, com a violência agrária, com a exploração irracional do homem e da terra da Amazônia; sentindo bem cedo a força e impunidade do latifúndio". Em dezembro de 1965, depois de passar alguns meses com sua família em Santa Fé do Sul, Paraná, chegaram à Belém do Pará em busca de uma vida melhor, depois da longa viagem João e sua família foram residir em Paragominas onde fixaram residência. Em 1975, aos 21 anos, João Batista chega a Belém, recomeçando os estudos. logo matriculou-se no Cursinho Rutherford, onde fez supletivo e cursinho pré-vestibular.
Na capital retomou definitivamente os estudos e começou a trabalhar como vendedor de seguros do Banco Bozzano & Simonsen. Iniciou uma nova vida, pela primeira vez morando em uma grande cidade, apesar de ter parado de frequentar a escola aos 13 anos de idade para ajudar nas despesas de casa. passado o tempo João Batista fez a prova do vestibular da UFPA no qual foi aprovado. Mas, como teve de refazer a prova de matemática do supletivo, acabou não podendo estudar e perdeu o início do ano letivo. Fez então novos testes no vestibular do CESEP (Centro de Ensino Superior do Estado do Pará). Nessa instituição, estudou até se formar em Direito e passar a exercer a advocacia. Para pagar as mensalidades, recorreu ao crédito educativo do governo federal. Concluiu o curso. imediatamente após se graduar, retirou a carteira da OAB – Pará e iniciou suas atividades profissionais.
Ele escolheu a área jurídica por entender que a profissão de advogado lhe daria instrumentos para atuar no combate às injustiças, injustiças por ele presenciadas e sofridas ao longo da sua vida quando acompanhava o pai como tropeiro pelos caminhos do interior de São Paulo, Minas Gerais e Mato Grosso do Sul; e durante o tempo em que viveu no interior do Paraná, enfrentando inúmeros constrangimentos; e, já no começo da juventude, quando morou na cidade de Paragominas.
Casou-se com Elisenda Libonatti, com quem teve dois filhos, Márcia Maria e João Leonardo. Dois anos depois divorciou-se e foi viver com Sandra Caminha, militante do Movimento Estudantil (ME), que adotou o sobrenome Batista após a morte de João, em 1988. O casal teve três filhos, Renata Maria, Dina Maria e João Carlos[carece de fontes?]

## Liderança Estudantil

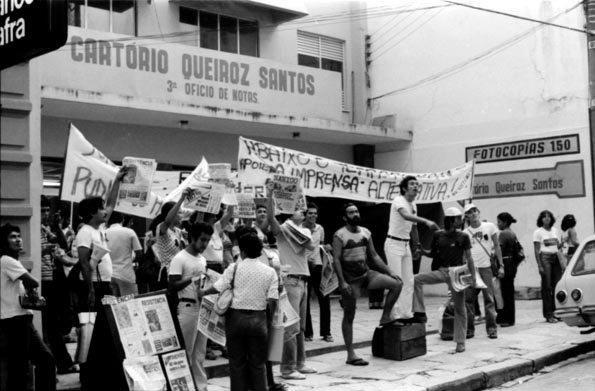
João Batista durante ato em defesa da liberdade de imprensa. 1980 - Belém

Na faculdade, João, adquiriu uma consciência política e histórica mais crítica e consistente. Antes disso, era um jovem camponês com um sentimento de revolta e crítico, mas com pouco esclarecimento, adquirido ao longo das vivências cruas, e proveniente de dezenas de atos de injustiças que presenciou. O acesso aos estudos universitários lhe trouxe uma nova visão da realidade. A partir daí, começou a processar a sua experiência de vida, a analisar os eventos políticos do país, a refletir sobre como tinha sido sua existência até então; entrou em contato com novos conceitos e fundamentos para o estudo da realidade. Começou a utilizar os raciocínios comuns aos métodos científicos para desvendar as estruturas da sociedade e as estratégias da política. Essa nova visão adquirida possibilitou destacar alguma, das suas melhores qualidades, a sua vocação para exercer a liderança, que se acentuou cada vez mais. O interesse e a dedicação para adquirir ferramentas que melhorassem sua atuação profissional, aliado ao ideal da defesa de construção de uma sociedade mais igualitária, fez com que conciliasse a militância estudantil apaixonada aos estudos jurídicos e políticos. Tinha uma disciplina férrea, e, para alcançar aquilo que buscava, deixava de lado muitas vezes a possibilidade de ter algum prazer pessoal. Tornou-se um voraz leitor de obras de Filosofia, Política e Economia, especialmente o marxismo – leninismo.
Com a fundação do Diretório Acadêmico de Direito, no CESEP, João Batista foi eleito seu primeiro presidente. O grupo do diretório era formado por Benedito Rocha, Apolonildo Brito, Telmo Marinho, Regina Barata, José Marcos Araújo, Arnaldo Jordy, entre outros. Tais como estudantes da UFPA haviam lançado um jornal de divulgação política, os estudantes do CESEP, através do DA de Direito, lançaram o jornal Perspectiva. Esse veículo de comunicação assumiu uma linha editorial comprometida com as lutas travadas pela sociedade naquele momento, com a defesa da redemocratização e da anistia. A mobilização estudantil começou a crescer, as lutas gerais e as específicas se misturaram, o que possibilitou amplos debates e a realização de reuniões e assembleias estudantis. O pátio do CESEP ficava lotado quando as assembleias gerais ocorriam. Por ser uma instituição de ensino privada, os altos valores das mensalidades acabaram servindo de combustível para a luta. Logo, eles organizaram uma greve de ampla repercussão: “a primeira greve depois de 1968, aqui no estado. Paralisamos as aulas numa assembleia histórica com mais de um mil estudantes. Tinha uma série de reivindicações, cujo carro-chefe eram as mensalidades abusivas. Foram lutas exclusivas dos estudantes dessa escola. Apesar de não serem todas atendidas, foi uma greve vitoriosa” declarou Arnaldo Jordy, um dos líderes desse movimento.

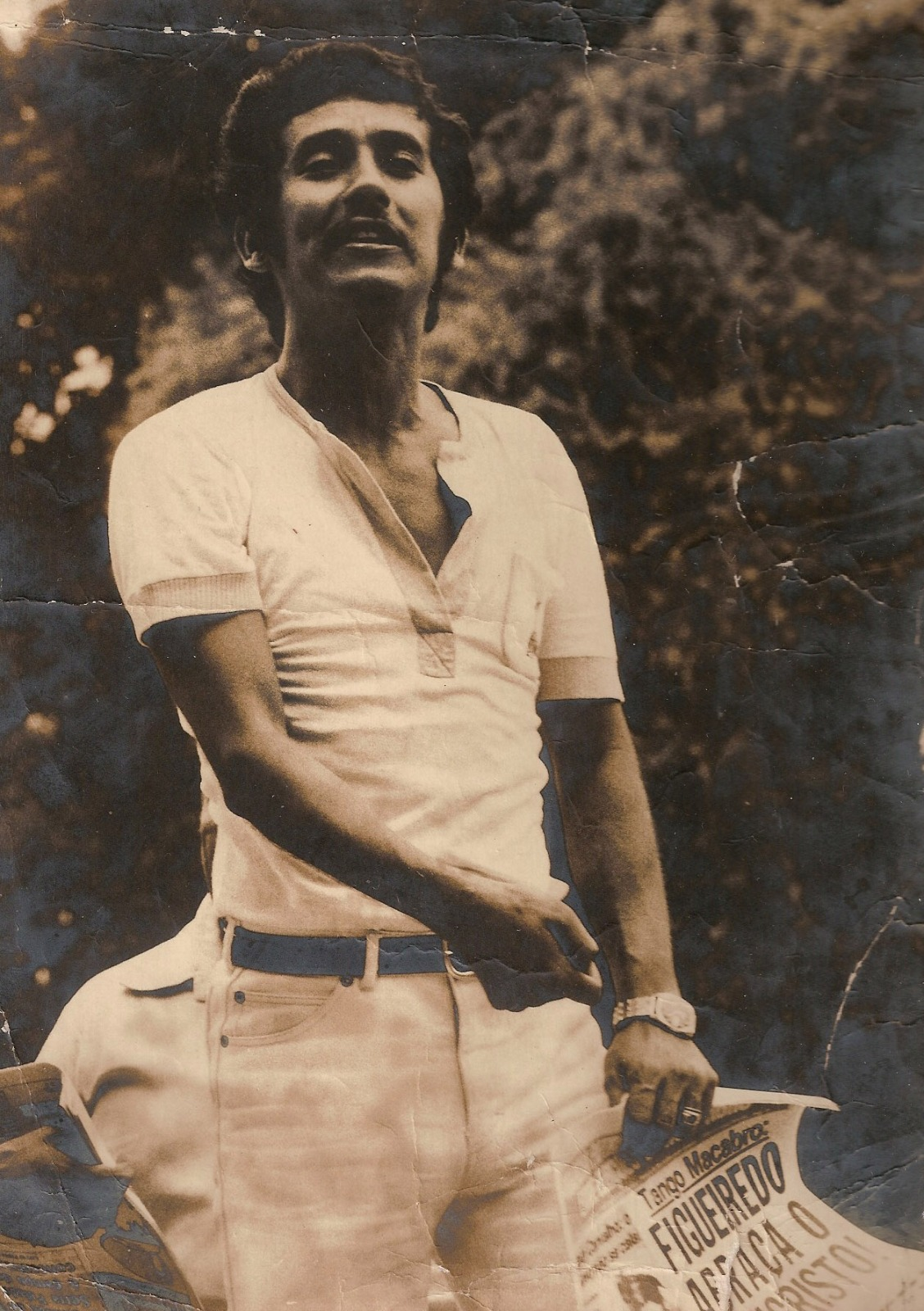
João Batista em uma brigada de vendas do jornal hora do povo (1981) - Belém

A militância de João no movimento estudantil acabou provocando seu ingresso no MR-8 e na juventude do Movimento Democrático Brasileiro (MDB), em 1978. Dizia-se na época que o Brasil vivia o tempo do “partido do ‘sim, senhor’”, e do “partido do ‘não, senhor’”. Existiam apenas a Aliança Renovadora Nacional (Arena) e o MDB, criados em 1965, após a extinção de todos os partidos políticos brasileiros, depois do golpe militar. O MDB aglutinava todas as forças políticas contrárias à ditadura. Nele estavam os políticos oriundos do Partido Trabalhista Brasileiro (PTB), Partido Social Democrático (PSD), Partido Comunista Brasileiro (PCB), Partido Socialista Brasileiro (PSB) e parte da União Democrática Nacional (UDN), e outras forças socialistas, comunistas e sociais - democratas. A ARENA era o partido oficial dos militares e dos civis golpistas. Entre suas principais lideranças estavam generais, coronéis, latifundiários, políticos entreguistas e testas-de-ferro do capital internacional.
Em novembro de 1979 João Batista se candidata para vice-presidente norte da UNE, pela chapa Unidade. Votaram nessa eleição mais de 350 mil estudantes de todo o país, a chapa Unidade ficou em segundo lugar. Mesmo não tendo sido vitoriosa a chapa Unidade obteve um excelente resultado. Em Belém Perdeu somente na Universidade Federal, obtendo, entretanto, uma expressiva votação, logo atrás da mais votada.

## Atuação Política

### Vida partidária

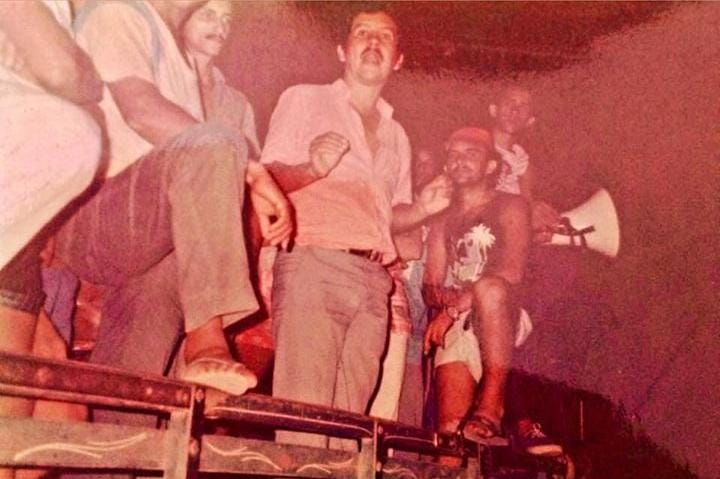
João Carlos Batista em campanha eleitoral de 1982 - São Domingos do Capim/PA

Sua atuação em várias frentes consolidou sua liderança no estado. Foi eleito para a primeira secretaria da Comissão Executiva Estadual do PMDB. Na secretária-geral estava o deputado federal Carlos Vinagre; e na presidência, Jader Barbalho. João assumiu as principais atividades da secretaria do partido, como organizar as Comissões Provisórias e os Diretórios Municipais
No final de 1984, João atuava como coordenador da Defensoria Pública do Pará. Sua atuação política foi o motivo da sua nomeação pelo Procurador-Geral do Estado, Benedito Monteiro. Nessa atividade Batista ampliou sua influência no movimento sindical camponês, colocando toda a estrutura do departamento a serviço dessa luta – tanto que o governador Jader Barbalho o exonerou do cargo por pressão dos latifundiários, no final de 85. Após pressão de fazendeiros o então prefeito de Paragominas, Evandro Fernandes Couto Moreira, enviou a seguinte carta ao secretário de Agricultura do Pará, João Batista Melo Bastos solicitando a exoneração de João Batista do Cargo de coordenador da Defensoria Pública do Pará.

“Senhor Secretário, tenho a honra de dirigir-me à V. Exa. Que se digne a tomar as devidas providências, com referências aos abusos do Dr. João Carlos Batista, que está insuflando e incentivando os trabalhadores rurais à invasão de terras particulares neste município. Outrossim, convém ressaltar que o mesmo está usando o nome de V. Exa. e do governador Jader Barbalho, que com nobreza, dignidade e paz está tentando desenvolver cada vez mais ao nosso estado. Confiante aguardamos pronunciamento de V. Exa. - Prefeito de Paragominas, Evandro Fernandes Couto Moreira

Ofício nº 395/83, de 23 de novembro de 1983, constante no Livro de atas de reuniões da Câmara Municipal de Paragominas
João foi destituído da Defensoria Pública, mas conseguiu se manter na Comissão Executiva Estadual do PMDB por sua combatividade e competente atuação como advogado. Descobriu novas lideranças, arregimentou-as e manteve-se em linha própria dentro do partido. No entanto, o PMDB começava a receber em suas fileiras setores que fizeram parte do Regime Militar.
Seu trabalho e influência cresceram bastante. Antes das eleições de 1982 a qual foi a primeira a ser disputada por João Batista a Deputado Estadual, sua atuação se dava principalmente na região da rodovia Belém-Brasília e com algumas categorias prestadoras de serviços na capital, como os rodoviários, feirantes e açougueiros, além dos estudantes. Quando saiu da Defensoria, sua influência atuação já se estendia pelas regiões das ilhas, rodovia Pará-Maranhão, começando a estabelecer contatos no sul do estado e Baixo Amazonas.
Na cidade de Paragominas, sua articulação crescia consideravelmente. Mesmo não tendo companheiros na diretoria do STR(Sindicato dos Trabalhadores Rurais) desta cidade, um grupo estava sendo organizado para a eleição da entidade, com reais possibilidades de vitória.

### Eleições de 1982
As eleições estaduais no Pará em 1982 ocorreram em 15 de novembro conforme o calendário previsto às eleições gerais,Na primeira disputa por voto popular ao governo do estado desde a vitória de Alacid Nunes em 1965, o PMDB elegeu o governador Jader Barbalho, o vice-governador Laércio Franco, o senador Hélio Gueiros e conseguiu por estreita margem as maiores bancadas entre os 15 deputados federais e 39 deputados estaduais eleitos. João Batista concorreu a Deputado Estadual, com o numero 5110 Durante os três dias de apuração as dificuldades não foram menores, principalmente porque era grande o boicote sofrido por João na região da Comarca de São Miguel do Guamá, comandada pelo latifúndio. Nela foram apurados os votos dos municípios da região da rodovia Belém – Brasília - João Batista não se elegeu, em 1982 a apuração era manual e demorava dias para ser concluída, favorecendo muitas manipulações de resultados em todo o país.
João Batista ficou na suplência do partido com 5.493 votos, O resultado eleitoral não desestimulou João em seu trabalho como advogado ou militante da luta popular, ao contrário. Ele teve atuação decisiva para a retomada do Sindicato dos Rodoviários do Pará

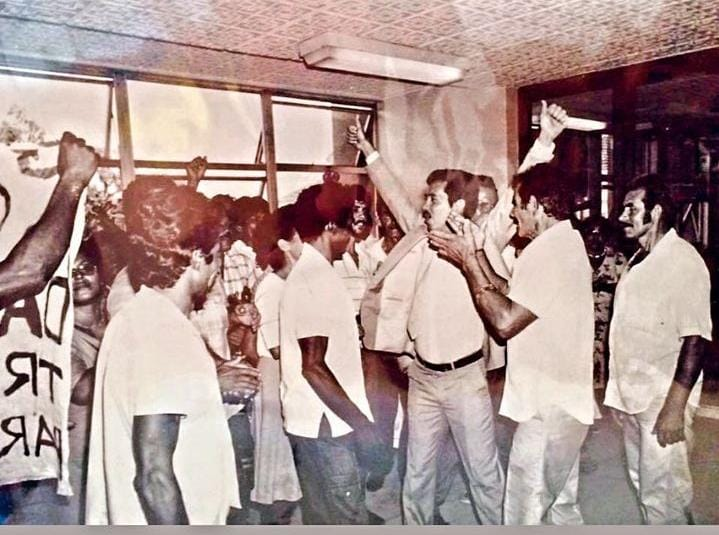
Deputado João Carlos Batista comemora a vitória nas eleições de 1986 ao lado do povo. Belém

### Eleições de 1986
Nas eleições municipais de 1986 João se tornou deputado estadual com 8.309 votos, obtidos em 71 municípios paraenses, sua atuação ao lado de trabalhadores urbanos e rurais confirmaram sua vitória, sua campanha se deu principalmente nas áreas em que sua atuação como Advogado de posseiros e liderando movimentos sociais de trabalhadores rurais. João vinculou sua campanha para deputado estadual à candidatura de Benecdito Monteiro para deputado federal na maioria dos municípios paraenses. Em algumas cidades, seu nome esteve ligado ao deputado federal Ademir Andrade, candidato à reeleição. Alguns militantes do grupo de João apoiaram, para deputado federal, Paulo Fonteles. João Batista Conseguiu entrar na última vaga do PMDB.
Ao ser diplomado, João quebrou o protocolo. Já que maioria dos parlamentares eleitos ficou calada na solenidade e os que fizeram pronunciamento discursaram apenas para elogiar as autoridades e agradecer pelos votos recebidos. Ele fez um duro discurso. Denunciou as ameaças e calúnias que sofreu no decorrer da campanha, a violência praticada pelos pistoleiros e policiais contra os colonos que o apoiaram e defendeu a realização da reforma agrária no Pará e no Brasil. Falou ainda do risco de vida que corria, dos atentados dos quais escapou e dos boicotes da Justiça Eleitoral. Na sua fala de conclusão, afirmou que seu mandato seria colocado unicamente a serviço da luta por uma sociedade mais justa.

### Atentados contra João Batista
O jovem deputado, em sua curta militância, sofreu três atentados, perdeu vários amigos assassinados e, como sempre fazia, mais uma vez, denunciou, da tribuna da Assembleia Legislativa paraense, as ameaças sofridas.
Sofri todo tipo de atentado contra minha vida, mas fui eleito honesta e legitimamente. Sempre estive na linha de frente da oposição e do movimento popular. Não será através de um parlamentar que ocorrerão transformações na sociedade brasileira, mas através da organização desta mesma sociedade.

Aparte proferido pelo deputado estadual João Carlos Batista durante discurso do deputado estadual Edmilson Rodrigues, em 3 de março de 1987.
Na noite de 21 de julho de 1985 João, em seu fusca, seguia de Paragominas para a capital pela rodovia Belém--Brasília. Ao seu lado estava seu pai Nestor Batista; e no banco traseiro, Henrique Cristo, colono de São Domingos do Capim, que assumiria a presidência do STR desse município, no ano seguinte. Foi nesse momento, às 22h30, que, na altura do km 128, antes de chegar à cidade de Ipixuna do Pará, João sofreu o primeiro atentado contra a sua vida.

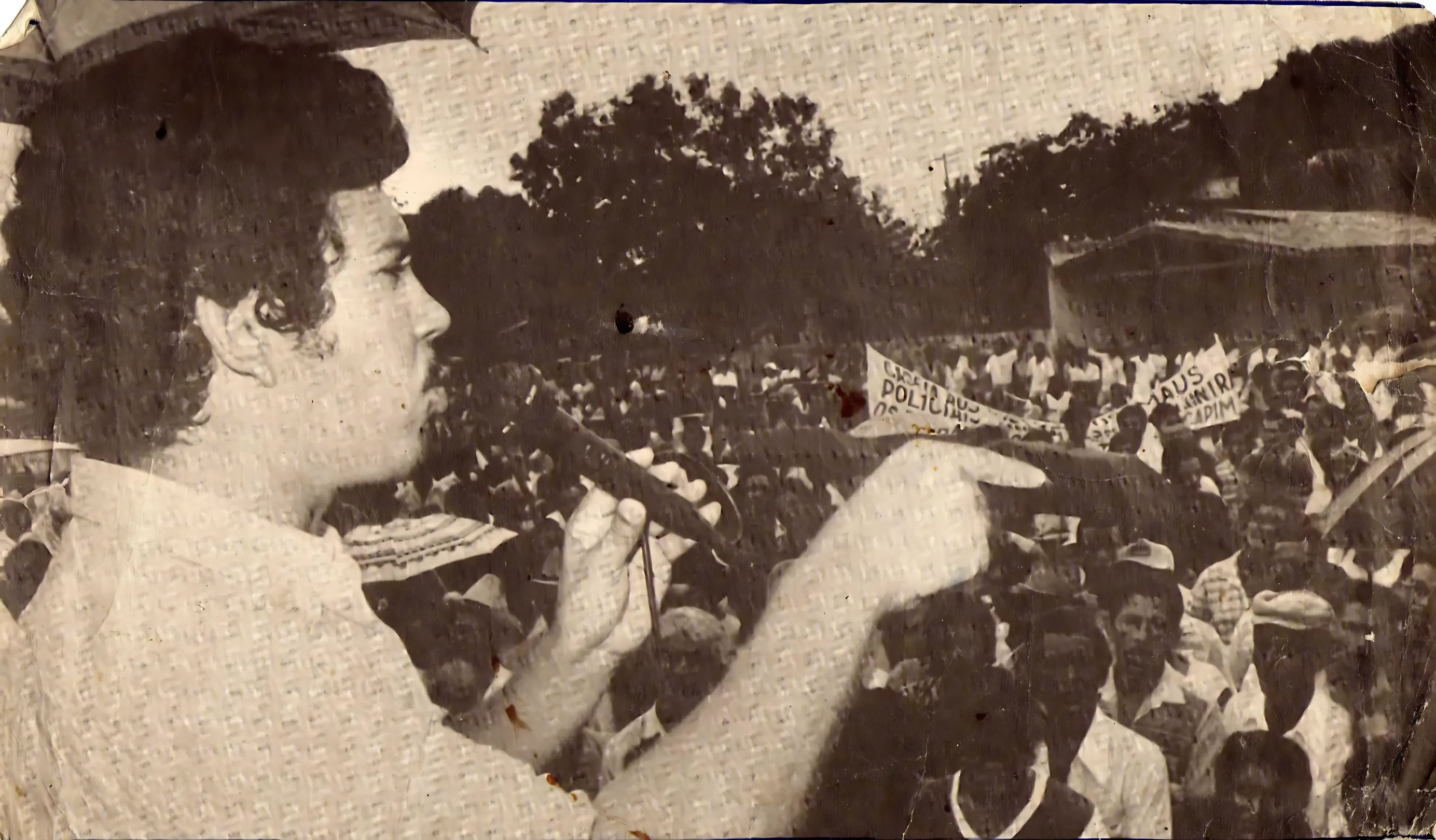
Deputado João Carlos Batista no ato de 1º de Maio em Paragominas 1987

No primeiro atentado, seu pai foi atingido na cabeça, o que deformou seu rosto, João seguia, ao volante. Depois de passar pelo Km 127 da rodovia, percebeu, ao olhar pelo retrovisor, que um carro os seguia, Rapidamente o carro se aproximou e ficou emparelhado ao fusca de João, os passageiros do carro desconhecido dispararam dois tiros em direção a João. Um de escopeta calibre 20 e outro de rifle 45. Os tiros foram amortecidos pelo vidro da janela. A bala do rifle furou a lataria, entrando pela coluna do carro, mas não atingiu os passageiros. Já o tiro da escopeta atingiu de raspão o pescoço de João e acertou em cheio a cabeça de seu pai, que caiu ensanguentado, o crime foi executado por 3 pistoleiros que ainda tentaram terminar o serviço sujo, mas Henrique de Cristo acertou-lhes um tiro certeiro que o fizeram desistir. João parou na garagem da empresa de ônibus Transbrasiliana, para pedir socorro. Nestor Batista foi socorrido e sobreviveu porém ficou com sequelas pelo resto da vida. A Polícia, a Justiça e o Governo do estado nada fizeram para apurar as causas desse atentado.
Da segunda vez que tentaram matar João Batista no 25 de julho de 1986, às 9 horas da manhã, João se dirigia para uma audiência no fórum da cidade de Santa Izabel do Pará – distante 35 quilômetros da capital – quando, no cruzamento da BR-316 com a entrada para a vila do Mosqueiro, no município de Benevides. O fusca em que viajava entrou em colisão frontal com um caminhão carregado de gado. O pesado veículo, de propriedade de um parente do fazendeiro Antônio Manoel Piqueira, João mais uma vez sobreviveu, depois de ficar três dias no CTI (Centro de Terapia Intensiva) do Hospital dos Servidores, entre a vida e a morte, com uma perna, algumas costelas e o maxilar inferior fraturados. Esse foi o segundo atentado em apenas um ano, praticado contra João Batista por sua atuação na defesa dos posseiros e trabalhadores rurais.
Na terceira tentativa, ocorrida em um ato no dia 1º de maio na cidade de Paragominas, pistoleiros entraram na manifestação que continha cerca de cinco mil pessoas e dispararam contra Batista, e acertaram dois manifestantes que estavam próximos. Na manifestação estavam presentes o representante do PCB, Raimundo Jinkings; do PC do B, Luís Damasceno; da CGT, Raimundo Moacir, presidente do Sindicato dos Trabalhadores da Construção Civil de Belém e Ananindeua; Arnaldo Delcidio Ferreira, do Sindicato dos Trabalhadores Rurais de Marabá. O último a discursar de cima do caminhão foi João que, entre outros assuntos colocados, denunciou o assassinato, no dia anterior, de dois trabalhadores rurais na Colônia Del-Rey. a passeata seguia com normalidade até que em determinado momento um veículo chegou por detrás da passeata e nela se infiltrou, mesmo sob o protesto dos manifestantes. Pouco depois um pistoleiro por nome Ataíde desceu do carro, de revólver em punho e tentou alvejar João Batista no meio da multidão, mas a bala se perdeu, mais dois pistoleiros começaram a atirar em meio a multidão Duas pessoas foram atingidas, um dos pistoleiro chamado de "pilha fraca" foi pego pela multidão enfurecida acabou recebendo tiros, facadas e pauladas. O corpo do pistoleiro ficou ali mesmo por alguns minutos. Só então a polícia chegou.

## O assassinato

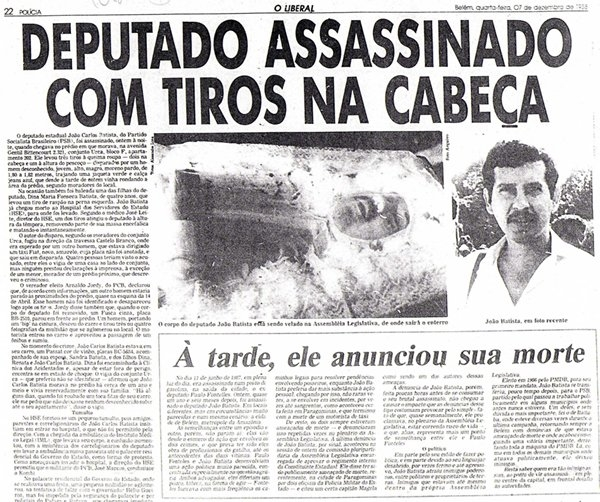
Jornal O Liberal 07/12/1988 - noticia a morte de João Batista

No Pará, o início dos assassinatos seletivos de lideranças de trabalhadores rurais começou em “29 de maio de 1980, com o assassinato do agente de pastoral Raimundo Ferreira Lima, o Gringo”, na cidade de Conceição do Araguaia. Em agosto de 1982, em Marabá, mataram, com um certeiro tiro na cabeça, o jovem advogado Gabriel Pimenta. Nessa região, outras lideranças foram assassinadas, principalmente no município de Rio Maria, emancipado de Conceição do Araguaia.
No dia 06 de dezembro de 1988 aproximadamente as 19 horas quando o deputado João Batista saiu sozinho da Assembleia Legislativa do Pará. Foi indo para a sede do PSB, onde havia uma reunião da Comissão Organizadora do II Encontro Estadual do Partido, que seria realizado no final de semana seguinte. Dali, com sua companheira Sandra Batista, que participou da reunião, foram para casa de sua sogra, onde apanharam seus três filhos: Renata, Dina e João Carlos. Depois, seguiram para sua residência, que ficava localizada no Conjunto Urca, na Av. Gentil Bitencourt, localizada na Av. Magalhães Barata em Belém
O prédio onde o deputado morava com a família tinha varias árvores na frente, foi onde o pistoleiro se escondeu e esperou a chegada de João Batista., O assassino ficou escondido atrás de uma mangueira, quando viu o carro do João chegar, caminhou rapidamente em direção ao seu alvo. O carro, com João ao volante, quase parado, transpunha a lombada na calçada. O pistoleiro não vacilou, sacou o revólver, que levava, e deu dois tiros a queima roupa. O primeiro atingiu de raspão a perna de sua filha, Dina Batista, na época com 4 anos. que ia no colo de Sandra. O segundo tiro atingiu em cheio a têmpora esquerda de João, matando-o instantaneamente aos 36 anos de idade.
No dia 9 de novembro de 1988 João Batista mandou um telex ao ministro da Justiça, Paulo Brossard, pedindo segurança. Nada foi feito, embora Batista fosse deputado. O major Majela e o capitão Lameira o ameaçaram de morte dois dias antes, ele fez um discurso de denúncia na Assembleia Legislativa do Pará, que na época elaborava um regimento para a Constituinte Estadual. João Batista falou do risco que sofriam os parlamentares comprometidos com o povo. Falou às 17h e foi morto às 19h.
Além do Rubens Paiva, só João Batista foi um deputado assassinado. E foi ameaçado antes,houve atentados, denúncias – sem que nada tivesse sido feito. O relator da CPI da violência no campo, do início da década de 1990, é o deputado federal (hoje) Arnaldo Jordi.
João Batista foi assassinado a mando da União Democrática Ruralista (UDR), entidade que se organizou para combater a Reforma Agrária.

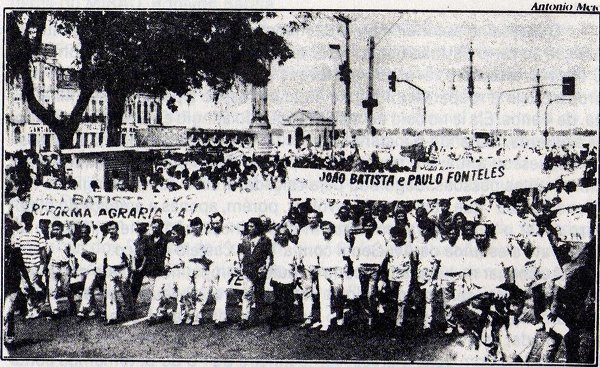
Cortejo durante o enterro do deputado João Batista - Belém 08/12/1988

O corpo do Deputado João Batista foi velado durante dois dias no saguão da Assembleia Legislativa do Pará. Milhares de operários, camponeses, donas de casa, jovens e pessoas desconhecidas por lá passaram para dar um último adeus ou vê-lo pela primeira vez. Poucas autoridades apareceram. Somente alguns deputados e o secretário estadual de Promoção Social, Romero Ximenes, e o superintendente do MIRAD no Pará, Ronaldo Barata. Alguns parlamentares de outros estados apareceram. Um deles, o deputado federal José Carlos Sabóia, do Maranhão, chegou a afirmar que a principal liderança camponesa do Brasil havia sido assassinada.
O enterro ocorreu no dia 8, e foi acompanhado por milhares de pessoas, trabalhadores do campo e da cidade que foram manifestar a disposição de continuar a luta de João Batista Faixas e bandeiras lembravam seu nome, denunciavam a violência comandada pela UDR e pelo governo da época, e reivindicavam a Reforma Agrária. Queriam justiça, com a punição dos assassinos e mandantes desse assassinato. Essa foi à tônica principal das palavras de ordem durante do cortejo fúnebre.
João Batista foi morto em pleno exercício de seu mandato como deputado constituinte.
O deputado João Batista esta sepultado no cemitério Santa Izabel em Belém, próximo ao túmulo onde esta sepultado o também advogado e ex-deputado Paulo Fonteles. assassinado em 11 de junho de 1987, em um posto de combustível, na BR-316 em Ananindeua.

## O crime

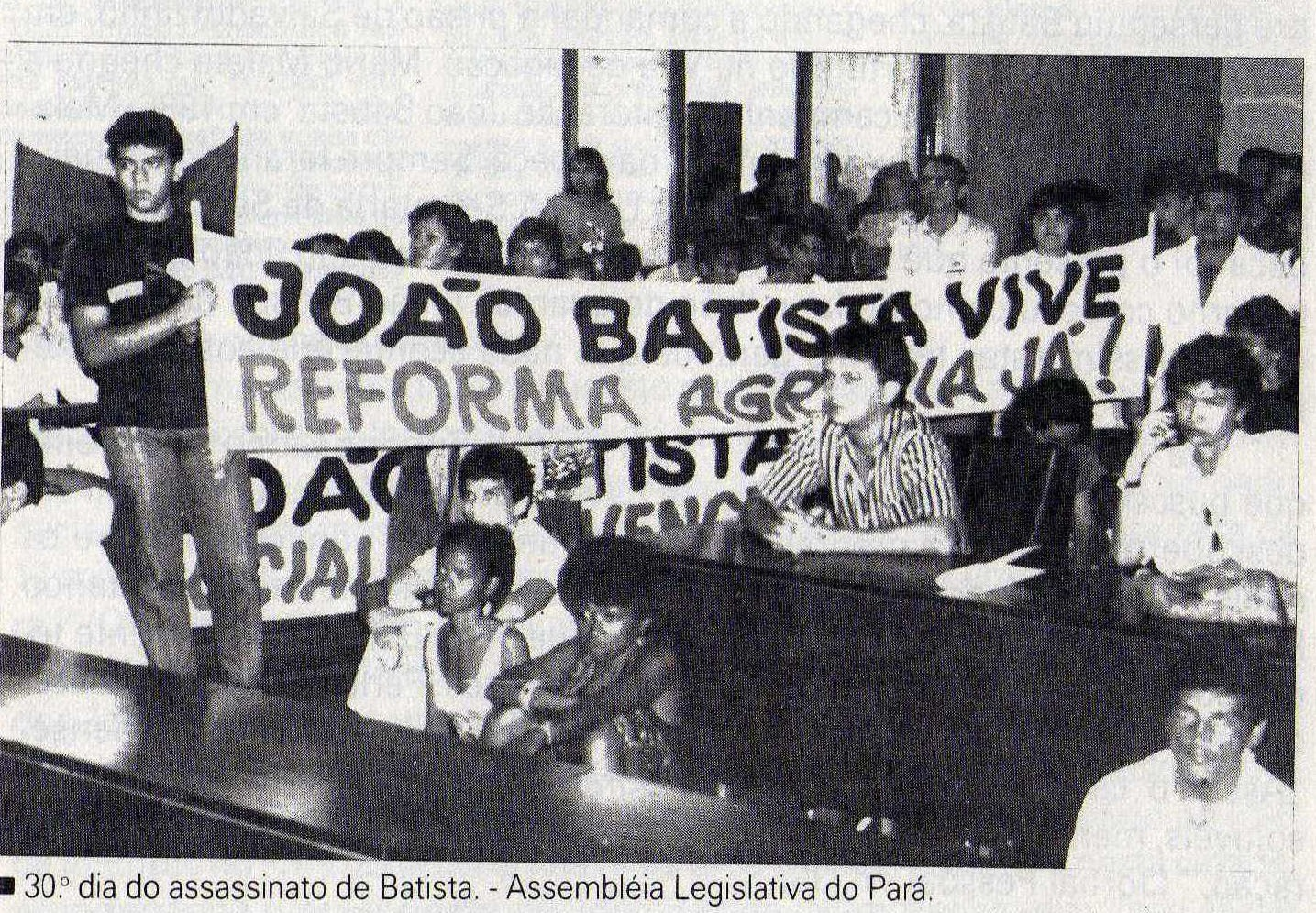
Protesto pedindo punição aos assassinos do deputado João Batista - ALEPA/Belém 1989 - Jornal Diário do Pará

O crime que vitimou o deputado João Batista deixou a população paraense completamente desencantada com a segurança pública. Um deputado, em pleno exercício do mandato, no centro da capital foi assassinado, devido a pressão da sociedade para que o crime fosse devidamente apurado e, diante da lentidão do então secretário de Segurança Pública, coronel Antônio Carlos, denunciado pelas entidades que cobravam agilidade na investigação, o governador Hélio Gueiros exonerou o chefe da Secretaria de Segurança Pública. Em seu lugar o governador colocou Mário Malato.
Foi quando prenderam na cidade de Mãe do Rio, Roberto Cirino de Oliveira, durante as buscas de uma moto roubada, que havia sido jogada dentro de um rio. Os policiais ao descobrirem a vida pregressa desse bandido, acusado de muitos homicídios, entre os quais o de sua madrasta, aos 8 anos de idade, foi preso como participante do assassinato do deputado João Batista. O criminoso acabou confessando sua participação no crime e apontou Péricles Ribeiro Moreira como o assassino. Ele somente acompanhou o atirador. Segundo ele, Péricles foi quem deu os três tiros em João Batista.
A juíza Maria Rita Assunção Rodrigues de Lima aceitou a denúncia apresentada pelo Ministério Público, fundamentada principalmente no depoimento de Roberto Cirino e pediu a prisão preventiva do bandido e de todos os denunciados por ele: o assassino, Péricles Ribeiro, Josiel Rodrigues Martins, Jeová Campos e Oscar Ferreira. Josiel era conhecido como o homem mais rico da cidade de Capanema.
No relatório final apresentado pelo Presidente do 2° Tribunal do Júri, juiz Cláudio Montalvão das Neves, os réus Roberto Cirino de Oliveira, Josiel Rodrigues Martins, Oscar Ferreira do Nascimento e Péricles Ribeiro Moreira, todos pronunciados em 14 de setembro de 1995, encontravam-se no momento do julgamento na seguinte situação: Josiel foi despronunciado por decisão do TJ/PA, Oscar continuava foragido, Roberto havia sido degolado no presídio de Americano antes de ir a julgamento em 1989m e Péricles, preso. 

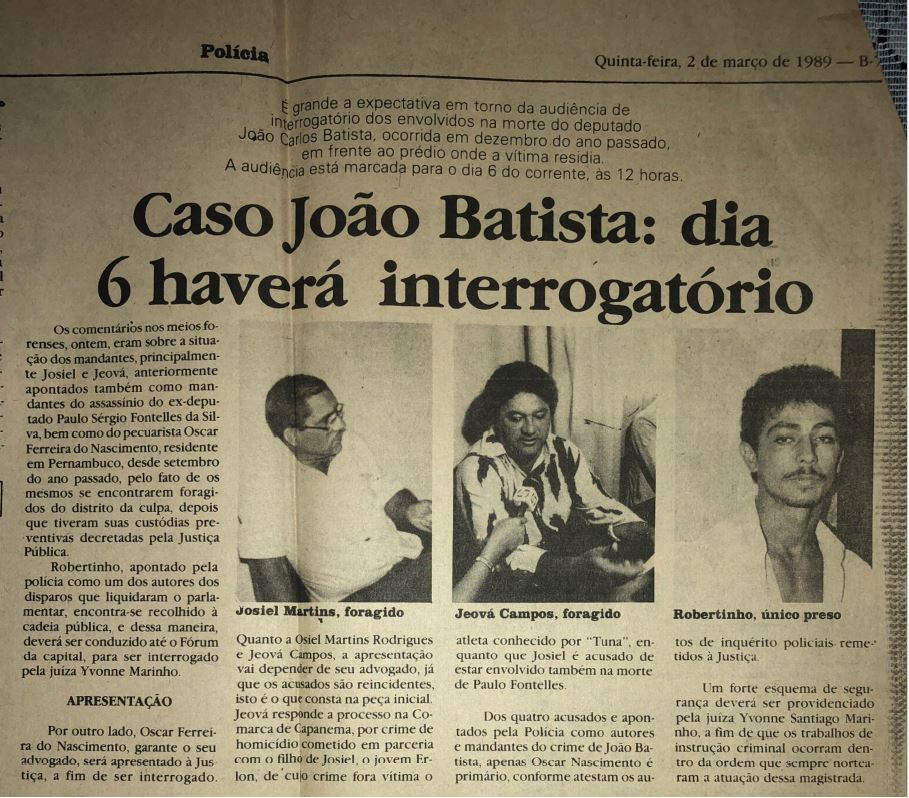
Jornal Diário do Pará - Assassino de João Batista 1989

Desde o momento do assassinato até o julgamento do único processado que sentou no banco dos réus, em 15 de maio de 2001, passaram pelo processo oito juízes. No decorrer de 13 anos pois vários se julgavam suspeitos para julgar o caso João Batista, por medo de represálias vindas dos latifundiários.
A sessão de julgamento presidida pelo então juiz Cláudio Montalvão das Neves, desembargador do TJ-PA. O representante do Ministério Público foi Dr. Edson Cordeiro, tendo como assistentes de acusação os advogados Jorge Farias, Roselene Conceição Silva e Cadmo Junior. O advogado do réu era seu irmão, Penaldon Ribeiro Moreira. Péricles foi condenado por 6 votos a 1 em todos os quesitos apresentados, recebeu uma condenação de 30 anos de prisão. Seu advogado, mais uma vez, recorreu à instância superior do judiciário, - anteriormente impetrou uma ação no STF, tentando liberta-lo, a qual foi negada - tendo o TJ/PA conservado a decisão do Tribunal do Júri mantendo a condenação, porém reduziu a pena para 28 anos de prisão. 
Segundo à Justiça e à CPI da Violência do Campo, realizada pela ALEPA. Os mandantes seriam fazendeiros, cujos nomes teriam sido confirmados por Robertinho, mas nunca foram julgados, sob alegação de falta de provas.
No caso do Deputado João Carlos Batista, os mandantes nem foram citados no processo.
Péricles depois de cumprir alguns anos após a condenação pelo assassinato de João Batista recebeu liberdade condicional. Transferiu-se para o Maranhão, estado onde o irmão, Penaldon Ribeiro Moreira, era deputado estadual a época. Continuou exercendo a atividade de matador, chegando a ser condenado por outro assassinado, responder outros quatro processos pelo mesmo motivo, apesar de ser do conhecimento público que tinha nas costas dezenas de mortes. Foi quando no dia 10 de dezembro de 2010, foi morte com mais de 13 tiros, a maioria na cabeça, dentro do Parque de Exposição Agropecuária do Piauí.

## Legado
João Batista em sua curta trajetória politica representou a luta de trabalhadores pela posse da terra e pela reforma agraria no Brasil, como deputado sempre subia a tribuna da ALEPA para denunciar os desmandos e a violência praticados pelo grande latifúndio paraense, No brasil João Batista foi o único deputado assassinado após a redemocratização seu legado de lutas segui sendo espelho para muitos movimentos sociais tanto no Pará como no Brasil, em Belém existem varias homenagens a João Batista.

### Auditório João Batista
O auditório João Batista da Assembleia Legislativa do Pará (Alepa) foi inaugurado em 1970, no que se tornou o prédio principal e oficial da Casa de Leis. O prédio foi construído com recursos do Poder Executivo Estadual, no primeiro governo de Alacid da Silva Nunes (1966-1971). Na época, o Legislativo era regido pelo então vice-governador do Estado na época, Dr. João Renato Franco. O auditório João Batista sediou o evento de promulgação da Constituinte Paraense, em 5 de outubro de 1989. Foi então formalizada a incorporação do Estado do Pará à redemocratização do país
O nome João Batista foi atribuído ao único deputado assassinado no Brasil depois da ditadura militar. Em sua homenagem, a Alepa batizou o seu auditório com o nome do símbolo da democracia e luta pelo povo amazônico.

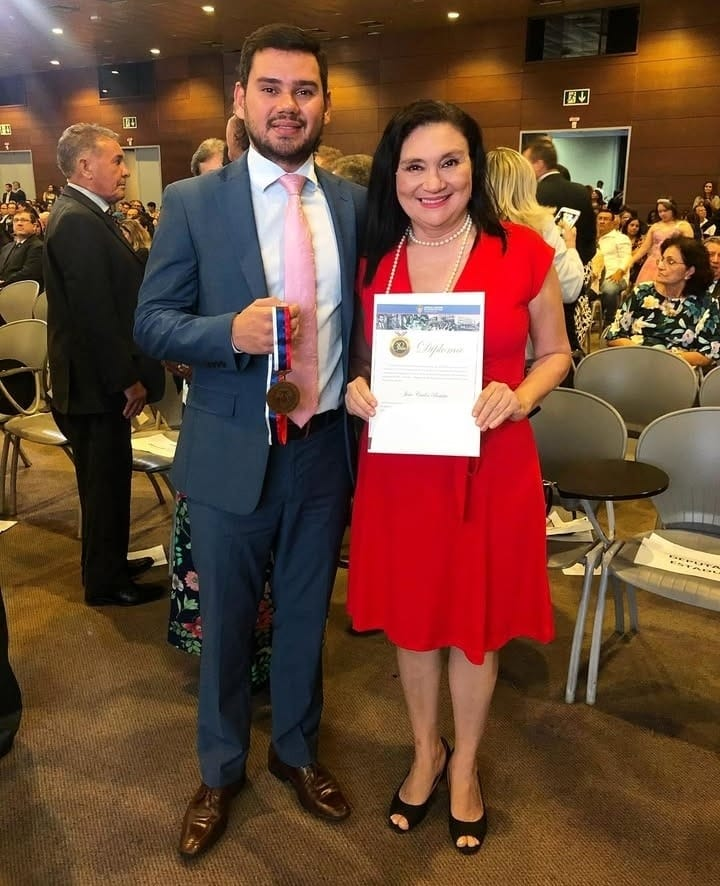
Medalha do Mérito Constituinte Zeno Veloso - entregue aos familiares do deputado João Carlos Batista

### Mural dos Constituintes
Apesar de ter sido assassinado em pleno exercício do mandato parlamentar o deputado João Batista participou ativamente das seções na ALEPA para defender suas ideias a serem consideradas na elaboração da constituição paraense de 1989, por muitos anos sua foto ficou de fora do mural dos constituintes. Após mobilização de familiares e amigos do deputado, seu foto foi devidamente anexada ao mural que fica no hall da ALEPA, a cada cinco anos a é realizada uma homenagem aos constituintes do estado do Pará com a “Medalha do Mérito Constituinte Zeno Veloso” A condecoração foi concedida aos constituintes que trabalharam na elaboração da Carta Magna, a assessores e servidores públicos da época que contribuíram no processo de elaboração e à personalidades e instituições que tenham ao longo do período se destacado em defesa da garantia de direitos humanos, da cidadania e jurídico para a manutenção do regime democrático estabelecido. na ocasião o deputado João Batista foi representado pelo seu filho João Carlos acompanhado da viúva Sandra Batista ex-deputada estadual, os quais recebem as devidas homenagens em nome de João Batista.

### Assentamento João Batista
Após o massacre de Eldorado dos Carajás, o MST seguiu ocupando terras até chegar próximo à capital o primeiro território ocupado na região, em 15 de novembro de 1998, no município de Castanhal, nordeste paraense foi a fazenda Bacuri com aproximadamente 200 famílias o local era uma área completamente devastada, com apenas um campo, pois toda a vegetação nativa já havia sido retirada, estando completamente improdutiva. O proprietário havia morrido em 1962. Eram 1.119 hectares, os quais acabaram sendo desapropriadas pelo governo federal. Os filhos do proprietário que dominavam a terra receberam uma indenização de mais de cem mil reais.
Iniciava-se assim o Assentamento João Batista, como fruto da luta dos trabalhadores rurais que realizaram caminhadas, ficaram acampados e ocuparam o prédio do INCRA, por dois meses,154 famílias receberam os lotes agrícolas. As áreas tinham entre 8 e 12 hectares. Iniciou-se uma nova etapa na vida desses trabalhadores rurais
assentamento que foi chamado de João Batista, em homenagem ao advogado e parlamentar militante João Carlos Batista, assassinado a mando do latifúndio em 6 de dezembro de 1988 em pleno exercício do mandato .

### Parque João Batista

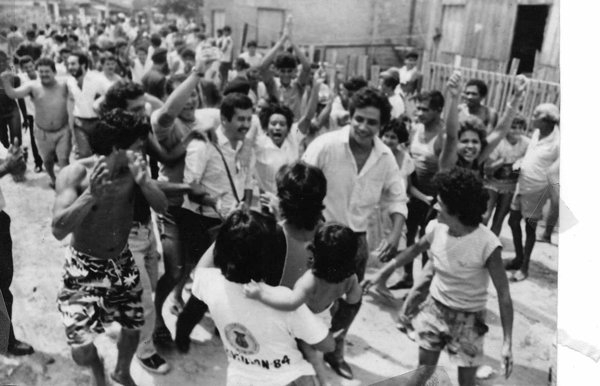
Momento seguido a expulsão da PM da ocupação Parque João Batista - Ananindeua - PA - 1988

A Comunidade Parque João Batista localiza-se em uma área nobre do Município de Ananindeua, entre os Conjuntos Abelardo Condurú e Cidade Nova I, com acesso pelas Avenidas Providência e Três Corações. 
Sua ocupação se deu em 1988, quando o ex-deputado João Batista foi o defensor dos ocupantes que a princípio travaram batalha com a Construtora Raimundo Farias que forjou a documentação para se apropriar da área. Depois de litigarem na justiça, o advogado e deputado João Batista, derrubou as pretensões da Construtora e provou que era, na verdade, uma área vazia que servia de interligação entre os Conjuntos Abelardo Condurú, Cidades Novas I e IX. Portanto do Estado.
No dia 10 de maio de 1988, a polícia militar paraense foi cumprir uma ordem judicial de despejo dos ocupantes dessas terras Nesse episódio, os moradores mobilizados conseguiram evitar o pior. Com o apoio do advogado e deputado João puderam impedir a continuidade do despejo programado pela Justiça. estiveram presentes juntos os moradores o então deputado Estadual Edmilson Rodrigues e Pedro Cesar Batista.
Esse parque residencial recebeu o nome do deputado João Batista logo no início da sua ocupação, em meados do primeiro semestre de 1987. A denominação foi resultado de uma a proposta apresentada pelo primeiro presidente da Associação dos Moradores, Manoel Almeida. O deputado João dava o respaldo político e jurídico para a ocupação da área
Em 2011 a vice prefeita de Ananindeua Sandra Batista visitou o local e denunciou a precariedade que ainda se encontrava o Parque João Batista, a qual cobrou providencias do então prefeito Helder Barbalho.

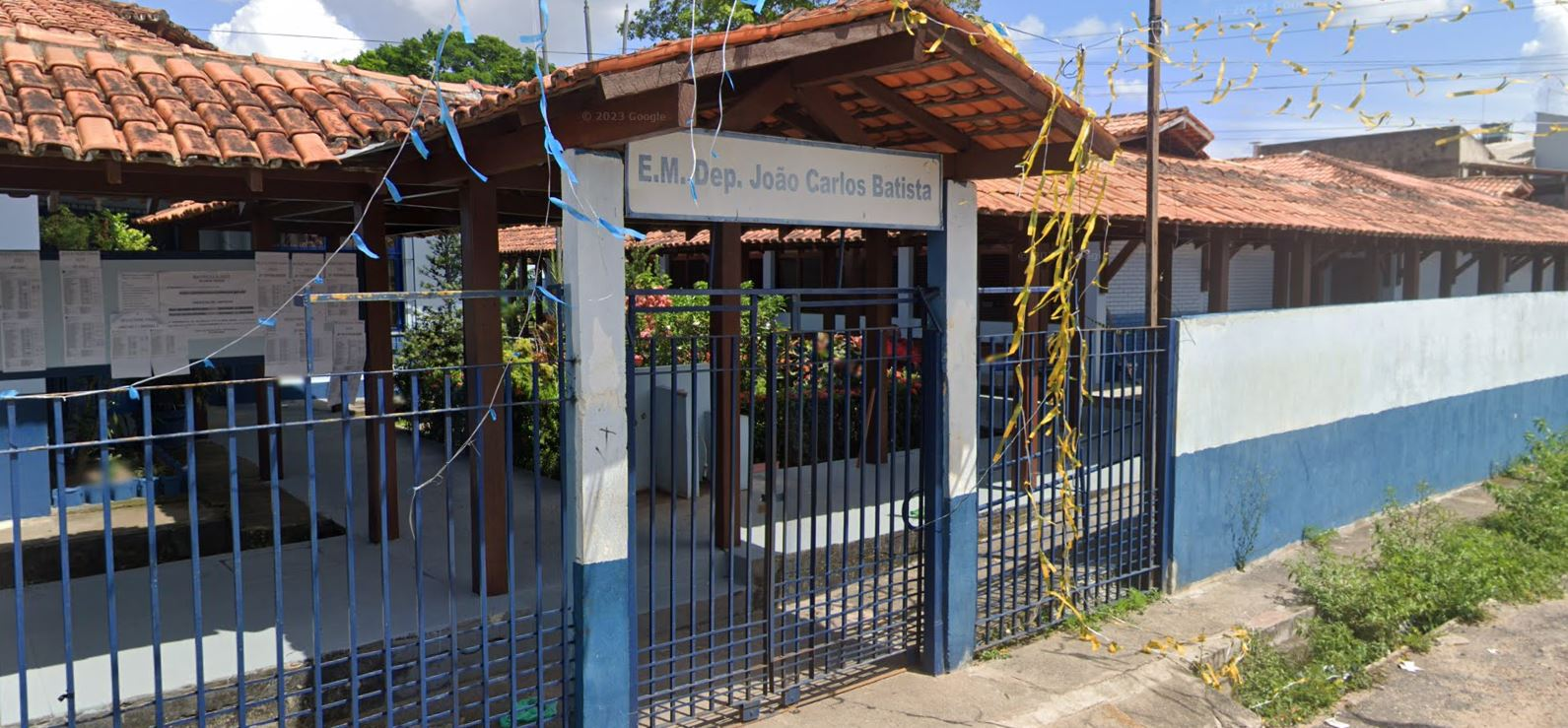
Escola Municipal deputado João Carlos Batista - Bairro da Cabanagem/Belém

### Escola Municipal Deputado João Carlos Batista
Fundada em 03 de junho de 1997 a escola municipal Deputado João Carlos Batista  fica localizada na Rua Cristina Cardoso s/n, bairro da Cabanagem em Belém, a escola foi entregue na gestão do prefeito(1996-2004) e companheiro de parlamento de João Batista, Edmilson Rodrigues.
Existem ainda duas escola que receberam o nome de João Batista, EEEFM Deputado João Carlos Batista localizada no bairro do 40 horas em Ananindeua outra localizado na Colônia Del Rei em Paragominas - PA  - EMEF Deputado Joao Batista.

## João Batista: Mártir da Luta pela Reforma Agrária
João Batista – Mártir da Luta Pela Reforma Agrária – Violência e Impunidade no Pará – esta na 3ª edição: Este livro que resgata a história das lutas pela redemocratização do país, tendo como eixo central a trajetória do advogado e deputado João Carlos Batista a qual relata as inúmeras lutas e o legado de João Batista,  escrito pelo Jornalista bacharel em direito, poeta e romancista Pedro Cesár Batista que é irmão de João Batista e viveu de perto todos os fatos relatados na biografia, que ja foi lançada em diversos países como os Estados Unidos e Portugal.
A obra  resgata a história de personagens populares que fizeram a história do País, tendo como base a vida e militância do advogado e deputado estadual João Carlos Batista, assassinado em 6 de dezembro de 1988, em Belém (PA), durante o exercício do mandato parlamentar e no momento que o Brasil promulgava a Constituição Federal de 1988, bem como a morte de centenas de camponeses e suas lideranças entre 1979 e 2015.
O livro faz um resgate histórico da luta pela terra a partir da abertura da rodovia Belém – Brasília, suas consequências, como o desmatamento e a ocupação desordenada das cidades na Amazônia, com destaque ao Pará. Batista, como era conhecido o advogado de trabalhadores rurais, posseiros e sem-terra, foi o único parlamentar assassinado após o fim da ditadura no país. A terceira edição foi atualizada com dados sobre a violência no campo e assentamentos rurais até maio de 2017, trazendo informações dos governos de Fernando Henrique, Lula e Dilma.
O livro foi está sendo usado, como argumento, para a produção do filme documentário de longa-metragem, João Batista, O Combatente do Povo, aprovado pela Ancine/ MinC e de responsabilidade da Trupe do Filme que em breve será lançado em todo Brasil.

### Filme "João Batista, O Combatente do Povo"
O Filme de longa metragem documentário, João Batista, O Combatente do Povo, baseado no livro: João Batista, mártir da luta pela reforma agrária, de Pedro César Batista (Expressão Popular, 3ª ed., 2017), trata da ocupação da Amazônia a partir da construção da rodovia Belém - Brasília e do golpe de 1964, com campanhas na imprensa no centro sul sobre a existência de terras na região, a formação dos grandes projetos, o desmatamento fomentado pelo governo, a violência contra trabalhadores rurais e a impunidade de latifundiários. Tem como linha histórica a trajetória do deputado João Carlos Batista, assassinado em 6 de dezembro de 1988, e de lideranças de trabalhadores rurais também assassinadas a partir da redemocratização e em defesa da terra ao longo da década de 1980, todos mortos devido suas atuações na luta pela reforma agrária. O filme analisará ainda, as causas da concentração fundiária e da impunidade de mandantes e assassinos de crimes contra os trabalhadores rurais e seus defensores existentes no país.
O projeto para a produção do documentário de longa metragem João Batista, O Combatente do Povo, é de autoria da Trupe do Filme Produções Audiovisual Ltda, está aprovado pela Agencia Nacional do Cinema - ANCINE, para a captação, conforme publicação no Diário Oficial da União em 17/09/2015
O filme conta com  profissional para Pesquisa Iconográfica, teste de Câmera nas visitas a locações de Gravações (municípios: Mãe do Rio, Paragominas, Castanhal, Ipixuna do Pará, Bragança, Viseu, Barcarena, Dom Eliseu, Ulianópolis, Almeirim, Eldorado dos Carajás, Ananindeua e Belém) no estado do Pará. O projeto prevê também filmagens em, São Paulo, Brasília, Rio Grande do Sul e Bahia, reunindo aproximadamente 100 personagens da história recente do país. Para a produção dos relatos de pessoas que conviveram com João Batista foram feitas inúmeras entrevistas com trabalhadores rurais e urbanos, sindicalistas, ex-deputados, o ex-prefeito de Belém Edilson Rodrigues, assim como os familiares de João Batista, seu cinco filhos e a viúva Sandra Batista, o mapeamento dos locais das entrevistas foi feito por Pedro Cesar Batista, irmão de João. O filme esta 70% concluído. o filme teve seu projeto aprovado pela Lei Rouanet.

### Relatório da Comissão Estadual da Verdade do Pará
O Relatório Final da Comissão Estadual da Verdade e Memória do Estado do Pará representa o último documento oficial que está sendo apresentado e que narra com grande registro documental as graves violações aos direitos humanos cometidos durante o Governo Militar na Amazônia Paraense
A publicação compreende uma coleção de três obras, divididas em Tomo I, II e III e que explanam diferentes dimensões sobre os Direitos Humanos e a Ditadura Civil-Militar. Publicada pela Imprensa Oficial do Estado do Pará (IOEPa), através da Editora Pública Dalcídio Jurandir
A Comissão Estadual da Verdade do Pará (CEV-Pará) foi criada através da Lei Estadual 7.802, sancionada em 31 de março de 2014 pelo então governador Simão Jatene, data que marcou os 50 anos do Golpe Militar. Com o mesmo peso simbólico, a cerimônia de instalação oficial da Comissão ocorreu no Espaço São José Liberto, antigo presídio que nos tempos da repressão e cerceamento das liberdades públicas, foi usado como cárcere para presos políticos.

O deputado João Carlos Batista é um dos que tiveram sua trajetória de vida relatada no relatório final, reafirmando seu protagonismo como liderança estudantil e politica no estado do Pará, assim como Paulo Fonteles, Rui Barata, Gabriel Pimenta,Eneida de Moraes, João Canuto, Expedito Ribeiro os quais lutaram pelas liberdades no Pará e também grandes nomes que atuaram na guerrilha do Araguaia como Osvaldo Orlando Costa, João Carlos Haas entre outros grandes nomes. 